# ホテル・ロシア

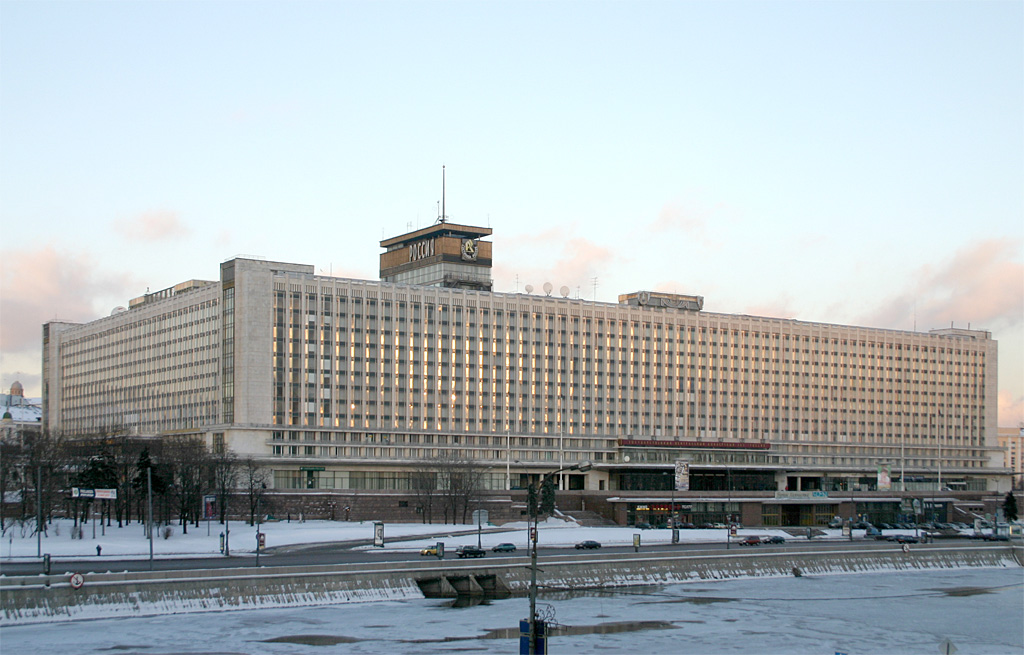
ホテル・ロシア（ロシア・ホテル、2004年）

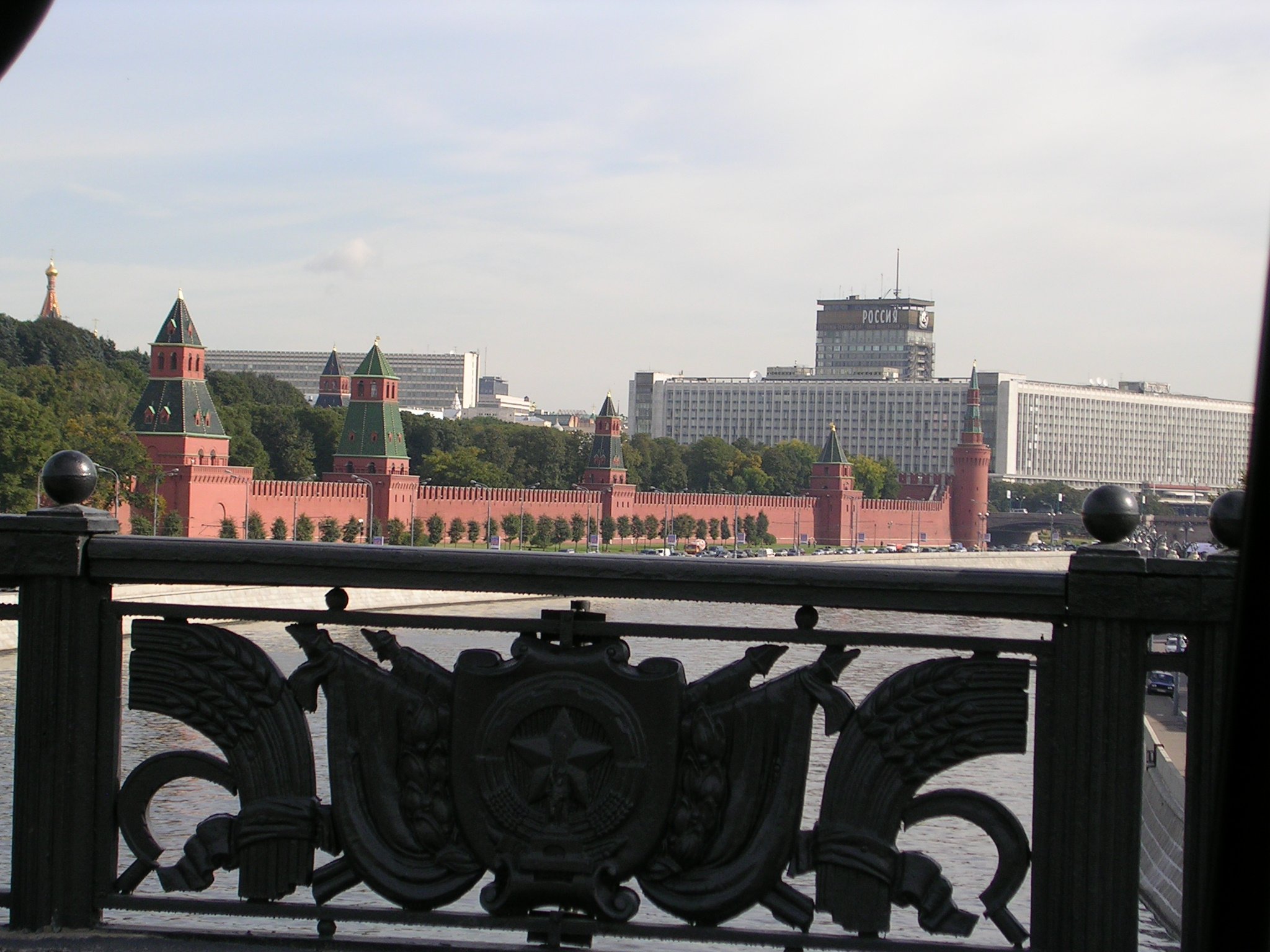
クレムリンの側に威容を誇ったホテル・ロシア

ホテル・ロシア、または、ロシア・ホテル（ホテル「ロシア」、Россия、 Rossiya Hotel ）は、ロシアの首都モスクワにあったホテル。ニキータ・フルシチョフの命令で1964年から1968年にかけて建設された。床面積約4ヘクタール。1993年にアメリカ・ラスベガスのMGMグランドが出来るまでは、世界最大のホテルだった。その後もヨーロッパ最大の威容を誇った。客室数はリニューアルによる変動はあるものの3070から3200室を数えた。館内には、複数のレストラン（そのうち2つは一度に700席の客を収容可能であった）、カフェ、バー、キオスク、両替所、郵便局、ヘルスクラブ、ナイトクラブ、サウナ、ボウリング場、プール、映画館、理容室、会議場があった。さらに極めつきが、2500席の国立中央コンサートホールである。
ホテル・ロシアは赤の広場に隣接しており、その21階の高さはクレムリンの壁と聖ワシリイ大聖堂のキューポラの上に迫る勢いであった。この地区はザリャージエ（Зарядье）と呼ばれ、モスクワの城壁内にある古くからの市街地で民家が密集していた。1947年、スターリン・アンピール（スターリン建築）の超高層行政庁舎ビルを建てるために建物が一掃され、歴史的建造物も相当破壊された。「セブン・シスターズ」と呼ばれるスターリン様式の超高層ビルに「8番目の姉妹」として加わるはずだったこの行政庁舎は完成せず、基礎工事の途中のまま1960年代まで空き地のまま放置されていた。1964年から始まったホテル・ロシアの建設により、クレムリンの景観がホテルによって遮られるようになったことから、中心市街地の景観論争を巻き起こすこととなった。
1977年2月25日には大規模な火災が発生し、ホテル側の公式的な見解では、死者42人、負傷者50人以上を数えた。

## 閉鎖と再開発
ホテル・ロシアは2006年1月1日営業を停止し、3月までにコンサートホールを除いて解体された。跡地はチェチェン人のオリガルヒでシベリア・エネルゴ社長、シャルヴァ・チギリンスキー（Shalva Chigirinsky）の主導による再開発が行われる予定で、英国の建築家ノーマン・フォスター卿の設計による2000室の客室を有するホテルやアパート・駐車場を兼ね備えた娯楽複合施設が建設される筈だった 。しかし2008年になってモスクワ市は一連の再開発計画を白紙に戻し、 新たに連邦議会議事堂の建設用地に充てると発表。一方的に契約を破棄されたチギリンスキーは解体費用の支払いを求めて裁判に訴えたが却下され、その一方でモスクワ市側の構想もメドベージェフ大統領が建設見直しに踏み切ったことから跡地の利用が宙に浮く格好になった。
2012年には跡地に公園を整備する計画が持ち上がり、2017年11月にガラス張りの多目的ホールを有するザリャージエ公園が開園した。 4億8000万ドルもの費用をかけ、世界で最も高額な整備費用を要した公園となった。